# Khan Sahib
Khan Sahib là một thị xã và là nơi đặt ủy ban khu vực quy hoạch (notified area committee) của quận Badgam thuộc bang Jammu và Kashmir, Ấn Độ.

## Nhân khẩu
Theo điều tra dân số năm 2001 của Ấn Độ, Khan Sahib có dân số 2038 người. Phái nam chiếm 50% tổng số dân và phái nữ chiếm 50%. Khan Sahib có tỷ lệ 29% biết đọc biết viết, thấp hơn tỷ lệ trung bình toàn quốc là 59,5%: tỷ lệ cho phái nam là 42%, và tỷ lệ cho phái nữ là 16%. Tại Khan Sahib, 12% dân số nhỏ hơn 6 tuổi.